# الخداد (تبن)

تعديل مصدري - تعديل

الخداد هي إحدى قرى عزلة الحوطة بمديرية تبن التابعة لمحافظة لحج، بلغ تعداد سكانها 2108 نسمة حسب تعداد اليمن لعام 2004.